# Never Trust a Pretty Face
| Оценки критиков | Оценки критиков |
| Источник        | Оценка          |
| --------------- | --------------- |
| AllMusic        | [ 1 ]           |
| RPM             | без оценки      |

Never Trust a Pretty Face (с англ. — «Никогда не доверяй красивому личику») — третий студийный альбом французской певицы Аманды Лир, выпущенный в 1979 году западногерманским лейблом Ariola Records. Альбом включал в себя такие хит-синглы как «The Sphinx» и «Fashion Pack (Studio 54)», а также имел коммерческий и критический успех.

## Об альбоме
После двух успешных альбомов Лир снова объединилась с продюсером Энтони Монном для работы над следующей работой. Never Trust a Pretty Face был записан в период с сентября по декабрь 1978 года на студии Musicland в Мюнхене, Германия, и выпущен в начале 1979 года. Большинство песен были написаны Монном, а все тексты, кроме одного, были написаны самой Лир. В музыкальном плане альбом представлял собой сочетание диско, находившегося в то время на пике своей популярности, с другими музыкальными жанрами, такими как рок («Forget It»), кабаре («Miroir») и электроника («Black Holes» и «Intellectually»). Он также включал немецкую танцевальную версию классики военного времени «Lili Marleen» и ряд баллад, что делает его одним из самых разнообразных альбомов Лир. Песня «Black Holes» была посвящена Сальвадору Дали.
Рекламная кампания для Never Trust a Pretty Face эффективно продолжала играть на персоне Лир—«дьявол под прикрытием», изображая её как мифологическое существо на обложке альбома, невинно улыбающееся в египетской пустыне с ангельскими крыльями и змеиным хвостом. То же самое изображение было воспроизведено на гигантском раскладном плакате размером 24×36 дюймов, который прилагался к большинству европейских изданий. Фотография на задней обложке альбома изображала Аманду, одетую в костюм с галстуком-бабочкой, с сигаретой в руке, отсылая к классическому гендерному образу Марлен Дитрих.
Баллада «The Sphinx» была выпущена в качестве лид-сингла осенью 1978 года и имела значительный успех в чартах. Вторым синглом стал оптимистичный диско — трек «Fashion Pack», который оказался умеренно успешным по всей Европе. «Lili Marleen» была выпущена в качестве рекламного сингла и вошла в чарты Италии.
Во Франции альбом включал немецко-франкоязычную версию песни «Lili Marleen». Для британского релиза трек-лист был перестроен и дополнительно включал «Blood and Honey», хит-сингла с дебютного альбома Лир. В Великобритании также было выпущено издание Picture Disc, содержащее «Blood and Honey», англоязычную запись «Miroir» и расширенную версию «Dreamer (South Pacific)». В Аргентине альбом был выпущен как Nunca confíes en una cara bonita. Пластинка имела коммерческий успех, лучше всего проявив себя во Франции, где попала в первую десятку. Он также вошел в топ-20 канадского чарта диско-альбомов, став одним из очень немногих релизов Аманды Лир, попавших в чарты североамериканского континента. В настоящее время альбом признан одной из лучших работ Лир и имеет статус «Album Pick» на AllMusic. Лир также была четвёртой по популярности исполнительницей в Германии в 1979 году.
Права на бэк-каталог Ariola-Eurodisc в настоящее время принадлежат Sony BMG. Как и большинство альбомов Аманды эпохи Ariola Records, Never Trust a Pretty Face не получил официального переиздания CD, за исключением российских бутлегов.

## Список композиций
| №  | Название                    | Автор(ы)                                | Длительность |
| -- | --------------------------- | --------------------------------------- | ------------ |
| 1. | «Fashion Pack»              | Энтони Монн, Аманда Лир                 | 5:05         |
| 2. | «Forget It»                 | Энтони Монн, Аманда Лир                 | 4:10         |
| 3. | «Lili Marleen»              | Норберт Шульце, Ганс Ляйп, Томми Коннор | 4:40         |
| 4. | «Never Trust a Pretty Face» | Энтони Монн, Аманда Лир                 | 4:45         |

| №  | Название                  | Автор(ы)                  | Длительность |
| -- | ------------------------- | ------------------------- | ------------ |
| 1. | «The Sphinx»              | Энтони Монн, Аманда Лир   | 4:20         |
| 2. | «Black Holes»             | Энтони Монн, Аманда Лир   | 5:00         |
| 3. | «Intellectually»          | Чарли Риканек, Аманда Лир | 4:15         |
| 4. | «Miroir»                  | Аманда Лир                | 2:00         |
| 5. | «Dreamer (South Pacific)» | Райнер Пич, Аманда Лир    | 5:10         |

## Чарты
| Чарт (1979)                   | Высшая позиция |
| ----------------------------- | -------------- |
| Австралия (Kent Music Report) | 63             |
| Германия (Offizielle Top 100) | 24             |
| Канада (RPM Dance/Urban)      | 20             |
| Франция (IFOP)                | 8              |
| Швеция (Sverigetopplistan)    | 20             |

| Чарт (1979)                   | Позиция |
| ----------------------------- | ------- |
| Германия (Offizielle Top 100) | 74      |
| Франция (IFOP)                | 51      |